# 锡特勒斯希尔斯
锡特勒斯希尔斯（英語：Citrus Hills）是位於美國佛羅里達州锡特勒斯县的一個人口普查指定地區。

## 地理
锡特勒斯希尔斯的座標為28°53′10″N 82°25′24″W / 28.88611°N 82.42333°W，而該地最高點為海拔高度35米（即115英尺）。

## 人口
根據2010年美國人口普查的數據，锡特勒斯希尔斯的面積為25.13平方千米，當中陸地面積為25.11平方千米，而水域面積為0.02平方千米。當地共有人口7470人，而人口密度為每平方千米297人。